# クラウディア・ロッシュ
クラウディア・ロッシュ（Claudia Losch、1960年1月10日 - ）は、ドイツの陸上競技選手、専門は砲丸投。1984年ロサンゼルスオリンピック女子砲丸投金メダリスト。1983-84、87-89年西ドイツ室内選手権、および1982-90年西ドイツ選手権女子砲丸投優勝者。後者では9連覇を誇る。ノルトライン＝ヴェストファーレン州ヘルネ出身。身長181cm、体重84kg（現役当時）。
1984年ロサンゼルスオリンピックには西ドイツ代表として出場し、ミハエラ・ロギン（ルーマニア）を1cm抑える記録20m84の投擲で優勝、金メダルを獲得した。3位はゲール・マーチン（オーストラリア）であった。
その他、1989年ブダペストで開催された世界室内陸上競技選手権で優勝を飾り、1983年世界陸上競技選手権大会7位、1987年世界陸上競技選手権大会および1991年世界陸上競技選手権大会ではともに4位となるなど、優れた成績を残した。

## 記録
- 砲丸投
  - 屋外 - 22m19（1987年）
  - 室内 - 21m46（1986年）

## 参考資料・外部リンク
- クラウディア・ロッシュ - ワールドアスレティックスのプロフィール（英語）
- クラウディア・ロッシュ - Olympedia（英語）